# Exkommunikation

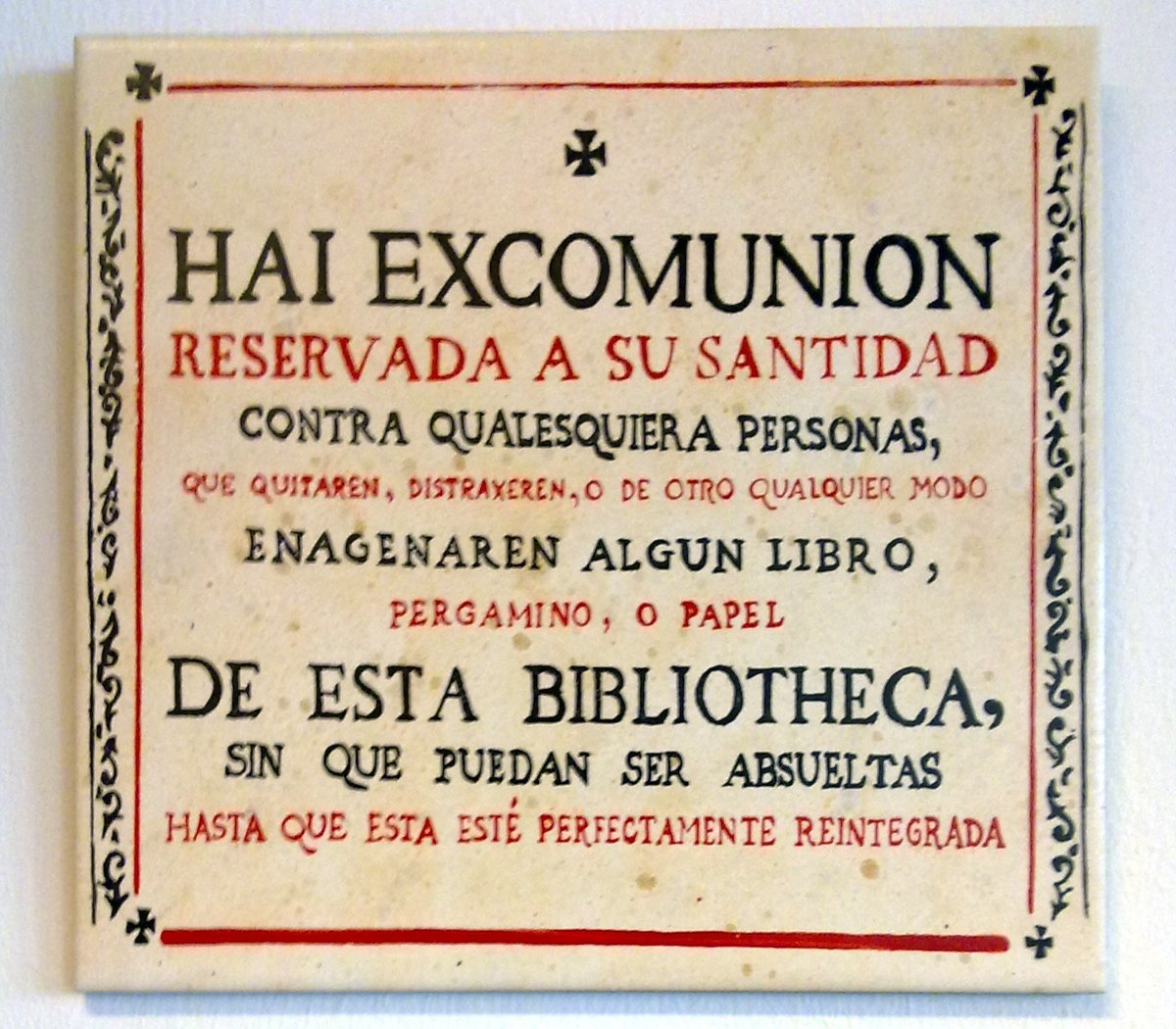
Androhung der Exkommunikation für das Entwenden von Büchern in der Päpstlichen Universität Salamanca

Exkommunikation (lat. excommunicatio, zu Präfix ex- „aus“, außerhalb; commūnis hier Kommunion, Eucharistie) ist im weiteren Sinne der zeitlich begrenzte oder auch permanente Ausschluss aus einer Kirche oder einer Glaubensgemeinschaft oder von bestimmten Aktivitäten in einer solchen Gemeinschaft. Sie wird als Beugestrafe angewandt, das heißt bis zur Beendigung bzw. Wiedergutmachung des Fehlverhaltens.

## Historische Zusammenhänge
Im engeren Sinne ist die Exkommunikation Bestandteil des kanonischen Rechts, allgemein des Kirchenrechts. Dabei ist die Geschichte des kanonischen Rechts eng verbunden mit der Entstehung der innerkirchlicher Strukturen und deren Entfaltung nach außen hin. So lassen sich drei große Epochen einteilen:
- die erste Epoche umfasste die Zeit bis zur beginnenden Entfaltung der Rechtskirche, deren Aufstieg unter Papst Gregor VII. (1073–1085) einsetzte;
- die zweite Epoche war eine Phase der exzessiven Verrechtlichung, sie wurde begleitet von heftigen Auseinandersetzungen mit der weltlichen Gewalt; es ist die Zeit der amtskirchlichen Krisen durch Schisma in der Zeit von 1378 bis 1417 (Abendländisches Schisma) und Reformation;
- die dritte Epoche setzte mit dem Konzil von Trient (1545–1563) ein und reichte bis in die Gegenwart.[1]

Vor der Konsolidierung des Kirchenrechts in der römisch-katholischen Kirche wurde mit dem Begriff Anathema (altgriechisch ἀνάθημα oder ἀνάθεμα „das Gottgeweihte, Verfluchung“) ein ‚Kirchenbann‘ oder – in Verbindung mit einer Verfluchung – ein ‚Bannfluch‘ bezeichnet, d. i. eine Verurteilung durch eine Kirche, die mit dem Ausschluss aus der kirchlichen Gemeinschaft einhergeht und kirchenrechtlich mit einer Exkommunikation gleichzusetzen ist.
Schon in der frühchristlichen Kirche waren Exkommunikation und Anathema Instrumente der bischöflichen Jurisdiktion und bedeuteten faktisch den Ausschluss aus der Gemeinschaft der Gläubigen. Dieses Strafmittel entwickelte die katholische Kirche in ihrer Geschichte weiter und verankerte es schließlich im kanonischen Recht. So wurde auf dem Ersten Konzil von Nicäa im Jahre 325 der alexandrinische Presbyter Arius, der die volle Wesenseinheit von Jesus Christus mit Gott, dem Vater, verneinte, samt seinen Anhängern ‚verbannt‘.
Unter Papst Eugen III. entstand zwischen 1140 und 1150 das nach dem Kamaldulensermönch Gratian benannte Decretum Gratiani als erste Sammlung päpstlicher Rechtsverfügungen des Jus novum und damit die eigentliche Vorstufe des Codex Juris Canonici. In dieser Sammlung wird u. a. auf den Umgang mit der Exkommunikation eingegangen.
Unter Papst Innozenz III. (1198–1216) erfuhr die Exkommunikation eine grundlegende Änderung. Zusammen mit dem Interdikt und der Suspension wird sie als Beugestrafe (poena medicinalis) bezeichnet und von den kirchlichen Sühnestrafen (poena vindicativa) (Kirchenstrafe) abgegrenzt. Bei der Exkommunikation muss zwischen einer Tat- (poena latae sententiae) und einer Spruchstrafe (poena ferendae sententiae) unterschieden werden. Im ersten Fall trete die Exkommunikation automatisch ein, etwa bei Abtreibung, Häresie oder als Schismatiker. Im zweiten Fall müsse die Strafe von einem Bischof verhängt werden, später dann im Rahmen eines förmlichen Verwaltungsverfahrens oder gerichtlichen Prozesses. Innozenz III. veränderte auf dem 4. Laterankonzil (1215) das Kirchenrecht nachhaltig; er gilt als einer der bedeutendsten Kirchenrechtler des Mittelalters. So ließ er auf dem Konzil eine Fülle von Verfahrensregeln verabschieden. Sein Entwurf über die Finanzierung der römischen Dikasterien wurde allerdings abgelehnt, wohingegen die anderen Canones feierlich bestätigt wurden. Diese wurden später von den Glossatoren gegliedert, nummeriert sowie in verschiedene Kirchenrechtssammlungen aufgenommen und fanden weiteste Rezeption in den europäischen Teilkirchen, u. a. auf Provinzialsynoden.
Im Mittelalter, auf dem Gebiet des Heiligen Römischen Reichs, hatte die Exkommunikation die weltliche Reichsacht zur Folge und damit oft den wirtschaftlichen oder politischen Ruin (jemanden „in Acht und Bann tun“ = aus der Gemeinschaft ausschließen). In den Epochen des Früh- und Spätmittelalters führte die Exkommunikation zum Ausschluss von den Sakramenten und gottesdienstlichen Handlungen, außerdem waren dem Exkommunizierten gesellschaftliche Beziehungen zu anderen Christen untersagt. Im Spätmittelalter wurden mit der Exkommunikation auch weltliche Rechtsfolgen verbunden, so etwa der Verlust der Prozess- und Zeugenfähigkeit und die Unfähigkeit zum Erwerb von Lehen. Ferner wurde die Androhung der Exkommunikation als effizientes Mittel zur Durchsetzung kirchlicher Urteile verwendet und diente häufig auch der Eintreibung von Abgaben und Schulden.

## Neues Testament
Für die Exkommunikation finden sich Präzedenzfälle im Neuen Testament. Im Matthäusevangelium befiehlt Jesus seinen Jüngern, einen Bruder, der sündigt und trotz wiederholter Ermahnung in seiner Sünde verharrt, „wie einen Heiden oder einen Zöllner“ anzusehen (Mt 18,17 ).
Der Apostel Paulus rief die Gemeinde von Korinth auf, diejenigen mit einem Bann zu belegen („dem Satan zu übergeben“), die Unzucht mit der Frau ihres Vaters treiben (1 Kor 5,1–5 ). Er selbst vollzog die „Übergabe an den Satan“ an Christen, die Gott mit ihren Worten und Taten gelästert hatten:

„Schon manche haben die Stimme ihres Gewissens missachtet und haben im Glauben Schiffbruch erlitten, darunter Hymenäus und Alexander, die ich dem Satan übergeben habe, damit sie durch diese Strafe lernen, Gott nicht mehr zu lästern.“

## Römisch-katholische Kirche
In der römisch-katholischen Kirche bedeutet Exkommunikation nicht den Ausschluss aus der Kirche (der kirchenrechtlich unmöglich ist), sondern den Verlust der Kirchengemeinschaft und damit gewisser Rechte innerhalb der Kirche. Der Exkommunizierte ist nach dem CIC von 1983 nicht berechtigt, die Sakramente oder Sakramentalien zu spenden oder zu empfangen. Außerdem darf er kein kirchliches Amt oder kirchliche Dienste und Aufgaben ausüben.

### Eintritt oder Verhängung der Exkommunikation
Nach kanonischem Recht wird unterschieden zwischen der Exkommunikation als Tatstrafe (Excommunicatio latae sententiae) und der Exkommunikation als Spruchstrafe (Excommunicatio ferendae sententiae) (siehe 1314  CIC).
- Die Tatstrafe tritt mit dem Vergehen von selbst ein. Durch einen Akt des Unglaubens hat der Gläubige sich soweit von der Kirche entfernt, dass er nicht mehr als der Kirchengemeinschaft zugehörig betrachtet werden kann. Exkommunikation als Tatstrafe erfolgt beispielsweise aufgrund von:
  - Wegwerfen oder Wegnehmen der eucharistischen Gestalten in sakrilegischer Absicht (1382, § 1  CIC)
  - physische Gewalt gegenüber dem Papst (1370, § 1  CIC)
  - für den Priester – Erteilung der (wirkungslosen, 977  CIC) Absolution gegenüber jemandem, der zusammen mit diesem Priester eine Sünde gegen das sechste Gebot („du sollst nicht ehebrechen“) begangen hat (Absolutio complicis; 1378, § 1  CIC)
  - einer Bischofsweihe ohne Apostolisches Mandat – für Weihespender und -empfänger (1387  CIC)
  - Weihe einer Frau (zur Diakonin, Priesterin oder Bischöfin) – sowohl für die Frau als auch für den Weihespender (1379, § 3  CIC)
  - Verletzung des Geheimnisses bei der Papstwahl durch das Hilfspersonal (Universi Dominici gregis Art. 78)
  - für die wählenden Kardinäle: Simonie bei der Papstwahl (Universi Dominici gregis Art. 58) sowie andere Unregelmäßigkeiten im Konklave: Sich-beeinflussen-Lassen durch Dritte (ibidem Art. 80), Absprachen zwischen den Elektoren (ibidem Art. 81)
  - Verletzung des Beichtgeheimnisses (1386, § 1  CIC)
  - Abtreibung (für alle aktiv Beteiligten) (1398  CIC)
  - Apostasie (1364, § 1  CIC)
  - Häresie (1364, § 1  CIC)
  - Schisma (1364, § 1  CIC)

Die Exkommunikation als Tatstrafe tritt nur in jenen Fällen ein, in denen sich der Betreffende bewusst war, dass der von ihm begangene Akt kirchlicherseits eine Straftat ist. Da die Tatstrafe bereits bei Begehung der Handlung eintritt, ist es nicht erforderlich, dass sie durch einen Bischof oder den Papst bestätigt oder verkündet wird; dies kann allerdings unter Umständen geschehen, um den Vorgang unter den Gläubigen kundzutun.
- Die Spruchstrafe wird durch ausdrücklichen Urteilsspruch seitens des Bischofs oder des Papstes verhängt. Dies soll erfolgen, wenn der zu Exkommunizierende ein öffentliches Ärgernis erregt.

Die sichtbaren Konsequenzen beider Formen der Exkommunikation sind für Laien vor allem der Ausschluss von den Sakramenten der Eucharistie, der Beichte, der kirchlichen Eheschließung und der Krankensalbung sowie Sakramentalien wie der kirchlichen Begräbnisfeier.
Da die Exkommunikation keinen Ausschluss aus der Kirche bewirkt, behandelt auch das staatliche Recht den Exkommunizierten weiter als Kirchenmitglied. Die Pflicht zur Zahlung der Kirchensteuer erlischt deshalb nicht, falls der Exkommunizierte nicht seinen Kirchenaustritt selbst erklärt.

### Ausnahmen
In besonderen Fällen, insbesondere bei Todesgefahr eines Gläubigen, gibt es Ausnahmen von der Exkommunikation eines Spenders oder Empfängers von Sakramenten. Sie kann auch lediglich ausgesetzt sein. In diesem Zusammenhang spielt die öffentliche Feststellung der eingetretenen Exkommunikation eine Rolle.

### Aufhebung (Absolution)
Durch eine Absolution kann eine Aufhebung der Exkommunikation durch den örtlich zuständigen Bischof, im Fall der Abtreibung auch durch einen Priester, erfolgen. In bestimmten Fällen kann die Exkommunikation nur vom Heiligen Stuhl aufgehoben werden (die ersten sieben unter den Excommunicationes latae sententiae). Im Falle der Todesgefahr ist jedoch jeder Priester berechtigt, die Exkommunikation aufzuheben.
Da die Exkommunikation eine Beugestrafe ist, deren Ziel darin besteht, den Täter zu Einsicht und Umkehr zu bewegen, gewährt 1358, § 1  CIC einen Anspruch auf Aufhebung der Exkommunikation für denjenigen, „der seine Widersetzlichkeit aufgegeben hat“. Die Aufgabe der Widersetzlichkeit ist in 1347, § 2  CIC dahingehend geregelt, dass der Täter seine Straftat wirklich bereut hat und außerdem eine Wiedergutmachung der Schäden oder eine Behebung des Ärgernisses geleistet oder zumindest ernsthaft versprochen hat.

### Einzelfälle
In Deutschland wurde insbesondere die Erklärung des Kirchenaustritts bei der zuständigen staatlichen Stelle bis September 2012 als Grund für die Exkommunikation gewertet. Diese Praxis wurde durch eine Stellungnahme des päpstlichen Rates für die Gesetzestexte in Frage gestellt, die diese Erklärung alleine nicht als ausreichend ansieht. Wegen der Zuleitung der Erklärung an die Gemeinden und weil der Austritt durch den Wegfall der Kirchensteuerpflicht eine „Verweigerung der solidarischen Beitragspflicht“ darstelle, wollten die deutschen Bischöfe an der bisherigen Praxis festhalten. Seit September 2012 wird man durch den Kirchenaustritt in Deutschland nicht mehr automatisch exkommuniziert.
Die Exkommunikation von Gegnern des Unfehlbarkeitsdogmas wurde im Mai 1873 im Deutschen Reich verboten.

## Orthodoxe Kirchen
In der orthodoxen Kirche ist die Exkommunikation ein Ausschluss von der Eucharistie. Sie ist kein Ausschluss aus der Kirche und hat nicht den gleichen schwerwiegenden Charakter wie in der Westkirche. Die Exkommunikation kann schon aus relativ geringfügigen Gründen ausgesprochen werden, etwa wenn jemand innerhalb des letzten Jahres nicht gebeichtet hat, oder als Exkommunikation auf Zeit als Teil einer Buße.
Neben der Exkommunikation gibt es auch den Ausschluss, indem jemand anathema erklärt wird, aber das geschieht nur in Fällen von schwerwiegender und nicht bereuter Häresie. Auch in diesem Fall wird die Person nicht durch die Kirche verdammt, sondern außerhalb der Kirche sich selbst überlassen. Erst 1965 wurde die gegenseitige Exkommunikation zwischen Ost- und Westkirche durch Papst Paul VI. und den Patriarchen Athinagoras aufgehoben.

## Evangelische Kirche
In den meisten evangelischen Kirchen gibt es rechtlich die Möglichkeit, jemanden aus schwerwiegenden Gründen vom Abendmahl auszuschließen. Sie wird jedoch sehr selten in die Praxis umgesetzt (vgl. den Artikel Kirchenzucht).

## Täufer
Die reformatorische Täuferbewegung kennt ebenfalls die Möglichkeit des Gemeindeausschlusses. Bereits die Schleitheimer Artikel von 1527 nennen im zweiten Artikel den Bann. Diesem muss jedoch eine zweifache Ermahnung vorausgehen. Auch das mennonitische Dordrechter Bekenntnis von 1632 thematisiert im 16. und 17. Artikel den Bann aus der Gemeinde. Die Anwendung des Banns gab jedoch auch immer wieder Anlass für Diskussionen und Konflikte zwischen den einzelnen täuferischen Gruppen. Die eher traditionalistischen täuferischen Gemeinschaften wie die Altmennoniten, die Amischen und die Hutterer praktizieren auf Grundlage der ihrer jeweiligen Ordnung nach erfolgloser Ermahnung die sogenannte Meidung, die ausgesetzt wird, wenn derjenige die Gemeinschaft um Verzeihung bittet und sein Verhalten ändert.

## Freikirchen
In Freikirchen gibt es die rechtliche Möglichkeit des Gemeindeausschlusses. Oft versuchen in Ungnade gefallene Mitglieder dem Gemeindeausschluss durch Wechsel in eine andere Freikirche zuvorzukommen. Der Wechsel in eine glaubensmäßig gleichstehende christliche Gemeinde ist aber
in der Regel nur durch eine „Überweisung“ (Empfehlung) der Gemeinde, der man angehörte, möglich.

## Islam
Der Islam kennt keine Exkommunikation, da keine Institution existiert, die dafür zuständig sein könnte. Es gibt allerdings das Konzept des Takfīr, mit dem Muslime zu Ungläubigen erklärt werden.

## Kirche Jesu Christi der Heiligen der letzten Tage (Mormonen)
Innerhalb der Kirche Jesu Christi der Heiligen der Letzten Tage steht eine Person unter Gemeinschaftsentzug, die zwar noch den Mitgliedstatus innehat, aber nur noch eingeschränkte Mitgliedsrechte besitzt. Diese Maßnahme wird für ernste Übertretungen der kirchlichen Gebote und Regeln ausgesprochen. Einer Person unter Gemeinschaftsentzug wird der sog. Tempelempfehlungsschein entzogen. Das bedeutet, dass dieses Mitglied nicht mehr den Tempel betreten darf. Weiter darf diese Person kein kirchliches Amt ausüben und keine Priestertumshandlungen vollziehen. Auch darf die Person keine öffentlichen Ansprachen halten oder öffentliche Gebete leiten. Zum Gemeinschaftsentzug können auch zusätzliche Auflagen ausgesprochen werden, wie z. B. die Distanz zu pornografischen Schriften und anderen negativen Einflüssen im Sinne der Kirchenmoral. Weitere Auflagen können das Lesen von mormonischer Literatur und das regelmäßige Besuchen von Versammlungen sein.
Mitglieder unter Gemeinschaftsentzug sollen aber weiter den „Zehnten“ und das „Fastenopfer“ zahlen. Auch sollen sie, falls sie bereits das Endowment empfangen haben, die Tempelunterwäsche weiter tragen und danach streben, aufrichtig bereuend die Rückkehr in die kirchliche Gemeinschaft zu suchen.
Gemeinschaftsentzug ist ein vorübergehender Zustand. In der Regel wird er für die Dauer von mindestens einem Monat verhängt. Wenn ein Mitglied ehrliche Reue zeugt, kann der Disziplinarrat sich erneut zusammensetzen und darüber entscheiden, dem Mitglied wieder die vollen Mitgliedschaftsrechte einzuräumen. Sollte das Mitglied keine Reue zeigen, so kommt der Rat zusammen und beschließt, entweder den Gemeinschaftsentzug fortzuführen oder das Mitglied auszuschließen.

## Zeugen Jehovas
Bei Jehovas Zeugen wird die Exkommunikation als „Gemeinschaftsentzug“ bezeichnet und soll als Meidung praktiziert werden. Nach ihrer Ansicht belegen unter anderem die Bibeltexte aus 1 Kor 5,11–13  und 2 Joh 1,8–11 , dass der Gemeinschaftsentzug schon bei den Urchristen üblich war. Diese Sanktion trifft gewöhnlich solche Mitglieder, die die „Leitende Körperschaft“ nicht mehr als Autorität anerkennen und dies öffentlich kundtun (Abtrünnigkeit) oder sich eines schweren Fehlverhaltens gegen die Glaubensgrundsätze der Zeugen Jehovas schuldig gemacht haben und es nicht bereuen. Meist verlassen die Betroffenen vor ihrem Ausschluss von sich aus die Gemeinschaft. Der Gemeinschaftsentzug kann durch eine Wiederaufnahme rückgängig gemacht werden. Eine Wiederaufnahme in die Religionsgemeinschaft ist auf schriftlichen Antrag hin unter bestimmten Voraussetzungen möglich. Gemeinschaftsentzug und Wiederaufnahme werden ohne Angabe von Gründen in den Versammlungen bekannt gegeben, in denen die betreffende Person enge Kontakte pflegt und gut bekannt ist.  Die Bekanntgaben haben dabei den vorgeschriebenen Wortlaut: „(Name der Person) ist kein Zeuge Jehovas mehr“ in Fällen des Gemeinschaftsentzugs und „(Name der Person) ist als Zeuge Jehovas wiederaufgenommen worden“ im Fall einer Wiederaufnahme.

## Andere Gemeinschaften
Auch andere Gemeinschaften kennen Formen, die der Exkommunikation vergleichbar sind. Bei den Christadelphians wird Mitgliedern bei (nicht bereuten) Verstößen gegen die Glaubensgrundsätze die Gemeinschaft entzogen, was ein Verbot der Teilnahme am aktiven Versammlungsleben sowie am Gedächtnismahl bedeutet. Der Besuch der Zusammenkünfte ist Ausgeschlossenen freigestellt. In der Praxis führt der Gemeinschaftsentzug zu zumindest größerer Distanziertheit seitens der übrigen Versammlungsmitglieder. Bei erfolgter Reue erfolgt in der Regel die Wiederaufnahme.
Auch die Neuapostolische Kirche kennt einen Ausschluss. Die Entscheidung darüber fällt der zuständige Bezirksapostel. Dies gilt auch für die Wiederaufnahme von ausgetretenen oder ausgeschlossenen Mitgliedern.